# Ivo Knoflíček
Ivo Knoflíček (ur. 23 lutego 1962 w Kyjovie) – były czeski piłkarz występujący na pozycji napastnika. Grał dla reprezentacji Czechosłowacji. Występował głównie w klubie SK Slavia Praha.

## Kariera klubowa
Pierwszym profesjonalnym klubem piłkarza była Slavia Praga grająca w I lidze czechosłowackiej. W sezonie 1981/82 rozegrał 26 meczów zdobywając 2 gole. Po występach w Pradze przeniósł się do klubu RH Cheb, w którym grali m.in. Jan Stejskal i Radek Drulák. W ciągu dwóch sezonów gry rozegrał 52 mecze zdobywając jedynie 8 bramek. W 1984 powrócił do Slavii trenowanej przez Milana Máčala. W sezonie 1984/85 zawodnik w 28 meczach trafiał do bramki 21 razy i był to jeden z lepszych okresów w jego karierze. W Pradze grał jeszcze 3 sezony występując w 72 meczach i zdobywając 35 goli. W 1989 rozpoczął grę w niemieckim FC St. Pauli grającym w Bundeslidze. Knoflicek występował w klubie jeszcze tylko przez część sezonu 91/92, w którym klub grał już w niższej lidze. W sumie przez niecałe 3 sezony piłkarz wystąpił w 35 meczach i zdobył jedynie 5 bramek. Kolejnym niemieckim klubem Czecha był VfL Bochum prowadzony przez Niemca Holgera Osiecka. W klubie jednak gracz nie zagrał długo, bo już w następnym sezonie występował w austriackim Vorwärts Steyr grającym w 1 lidze. W Austrii wystąpił 22 razy i 2 razy trafiał do bramki. Jeszcze w 1993 roku piłkarz grał w czeskim drugoligowcu FK Švarc Benešov. Po występach w Benešov gracz powrócił do Slavii, gdzie w sumie rozegrał 38 meczów strzelając 6 bramek. W sezonie 1995/96 piłkarz grał w klubie FC Pares Prušánky a już rok później występował w barwach Dukli Praga, w której zagrał 57 spotkań strzelając 9 bramek. Karierę piłkarską zakończył w 1998, w wieku 36 lat.

## Kariera reprezentacyjna
Do reprezentacji Czechosłowacji został powołany w 1983 roku.
Grał na Mistrzostwach Świata w 1990. Podczas turnieju rozegrał 3 mecze w fazie grupowej, 1 w 1/16 finału a 1 lipca 1990 grał w przegranym meczu z Niemcami w ćwierćfinale mistrzostw. W sumie w barwach reprezentacji Czechosłowacji piłkarz przez 9 lat rozegrał 38 meczów strzelając 7 bramek.